# Molophilus mimicus
Molophilus mimicus là một loài ruồi trong họ Limoniidae. Chúng phân bố ở miền Australasia.